# Catasetum
Catasetum Rich. ex Kunth, 1822 è un genere di piante della famiglia delle Orchidacee (sottofamiglia Epidendroideae, tribù Cymbidieae, sottotribù Catasetinae).

## Biologia
Le specie di questo genere si riproducono per impollinazione entomogama ad opera di api euglossine.

## Distribuzione e habitat
Il genere è diffuso nell'ecozona neotropicale.

## Tassonomia
Il genere comprende le seguenti specie:
- Catasetum aculeatum F.E.L.Miranda & K.G.Lacerda
- Catasetum adremedium D.E.Benn. & Christenson
- Catasetum alatum M.F.F.Silva & A.T.Oliveira
- Catasetum albovirens Barb.Rodr.
- Catasetum albuquerquei M.F.F.Silva & A.T.Oliveira
- Catasetum arietinum F.E.L.Miranda & K.G.Lacerda
- Catasetum aripuanense Bicalho
- Catasetum ariquemense F.E.L.Miranda & K.G.Lacerda
- Catasetum atratum Lindl.
- Catasetum barbatum (Lindl.) Lindl.
- Catasetum bergoldianum Foldats
- Catasetum bertioguense G.A.Romero & Campacci
- Catasetum bicallosum Cogn.
- Catasetum bicolor Klotzsch
- Catasetum bifidum A.T.Oliveira & J.B.F.Silva
- Catasetum blackii Pabst
- Catasetum blepharochilum Schltr.
- Catasetum bolivarii Uribe Vélez & Sauleda
- Catasetum boyi Mansf.
- Catasetum brasilandense Benelli
- Catasetum brevilobatum Marçal & Chiron
- Catasetum brichtae Bicalho
- Catasetum caatingense Marçal & Chiron
- Catasetum callosum Lindl.
- Catasetum carolinianum F.E.L.Miranda & K.G.Lacerda
- Catasetum carrenhianum M.F.F.Silva & A.T.Oliveira
- Catasetum carunculatum Rchb.f. & Warsz.
- Catasetum cassideum Linden & Rchb.f.
- Catasetum catarinense G.F.Carr & V.P.Castro
- Catasetum caucanum Schltr.
- Catasetum caxarariense M.F.F.Silva & A.T.Oliveira
- Catasetum cernuum (Lindl.) Rchb.f.
- Catasetum charlesworthii (Mansf.) Jenny
- Catasetum cirrhaeoides Hoehne
- Catasetum cochabambanum Dodson & R.Vásquez
- Catasetum colidense Engels, Fern.Rocha & Benelli
- Catasetum collare Cogn.
- Catasetum colossus Schltr.
- Catasetum complanatum F.E.L.Miranda & K.G.Lacerda
- Catasetum confusum G.A.Romero
- Catasetum coniforme C.Schweinf.
- Catasetum costatum Rchb.f.
- Catasetum cotylicheilum D.E.Benn. & Christenson
- Catasetum crinitum Linden
- Catasetum cristatum Lindl.
- Catasetum cucullatum M.F.Silva & A.T.Oliveira
- Catasetum cucutaense Uribe Vélez & Sauleda
- Catasetum dalastranum Benelli & Chiron
- Catasetum decipiens Rchb.f.
- Catasetum dejeaniorum Chiron
- Catasetum deltoideum (Lindl.) Mutel
- Catasetum denticulatum F.E.L.Miranda
- Catasetum deusvandoi Campacci & G.F.Carr
- Catasetum discolor (Lindl.) Lindl.
- Catasetum dupliciscutula Senghas
- Catasetum expansum Rchb.f.
- Catasetum fergusonii Dodson ex W.E.Higgins
- Catasetum fernandezii D.E.Benn. & Christenson
- Catasetum ferox Kraenzl.
- Catasetum fimbriatum (C.Morren) Lindl.
- Catasetum finetianum L.Linden & Cogn.
- Catasetum franchinianum K.G.Lacerda
- Catasetum fuchsii Dodson & R.Vásquez
- Catasetum galeritum Rchb.f.
- Catasetum gardneri Schltr.
- Catasetum garnetianum Rolfe
- Catasetum georgii Mansf.
- Catasetum gladiatorium K.G.Lacerda
- Catasetum globiflorum Hook.
- Catasetum gnomus Linden & Rchb.f.
- Catasetum gomezii G.A.Romero & Carnevali
- Catasetum hillsii D.E.Benn. & Christenson
- Catasetum hoehnei Mansf.
- Catasetum hookeri Lindl.
- Catasetum hopkinsonianum G.F.Carr & V.P.Castro
- Catasetum incurvum Klotzsch
- Catasetum integerrimum Hook.
- Catasetum interhomesianum R.Vásquez & Dodson
- Catasetum ivaneae Benelli
- Catasetum japurense Mansf.
- Catasetum jarae Dodson & D.E.Benn.
- Catasetum joaquinianum Campacci & G.F.Carr
- Catasetum juruenense Hoehne
- Catasetum justinianum R.Vásquez & Dodson
- Catasetum kempfii Dodson & R.Vásquez
- Catasetum kleberianum Braga
- Catasetum kraenzlinianum Mansf.
- Catasetum labiatum Barb.Rodr.
- Catasetum laminatum Lindl.
- Catasetum lanceatum F.E.L.Miranda
- Catasetum lanciferum Lindl.
- Catasetum lehmannii Regel
- Catasetum lemosii Rolfe
- Catasetum lindleyanum Mansf.
- Catasetum linguiferum Schltr.
- Catasetum longiantennatum R.Vásquez & G.A.Romero
- Catasetum longifolium Lindl.
- Catasetum longipes F.E.L.Miranda & K.G.Lacerda
- Catasetum lucis P.Ortiz & G.Arango
- Catasetum lucisuareziae M.Bonilla, Mosquera & Benelli
- Catasetum luridum (Link) Lindl.
- Catasetum macrocarpum Rich. ex Kunth
- Catasetum macroglossum Rchb.f.
- Catasetum maculatum Kunth
- Catasetum maranhense Lacerda & Silva
- Catasetum maroaense G.A.Romero & C.Gómez
- Catasetum matogrossense Bicalho
- Catasetum mattosianum Bicalho
- Catasetum meeae Pabst
- Catasetum mentosum Lem.
- Catasetum merchae G.A.Romero
- Catasetum micranthum Barb.Rodr.
- Catasetum microglossum Rolfe
- Catasetum mojuense A.T.Oliveira & J.B.F.Silva
- Catasetum monzonense D.E.Benn. & Christenson
- Catasetum moorei C.Schweinf.
- Catasetum multifidum F.E.L.Miranda
- Catasetum multifissum Senghas
- Catasetum nanayanum Dodson & D.E.Benn.
- Catasetum napoense Dodson
- Catasetum naso Lindl.
- Catasetum ochraceum Lindl.
- Catasetum ollare Linden
- Catasetum oriximinaense Campacci & J.B.F.Silva
- Catasetum ornithoides Pabst
- Catasetum osakadianum M.F.F.Silva & A.T.Oliveira
- Catasetum osculatum Lacerda & V.P.Castro
- Catasetum palmeirinhense A.T.Oliveira & J.B.F.Silva
- Catasetum pamplonaense Sauleda
- Catasetum paranaitense Benelli & Soares-Lopes
- Catasetum parguazense G.A.Romero & Carnevali
- Catasetum pendulum Dodson
- Catasetum peruvianum Dodson & D.E.Benn.
- Catasetum pileatum Rchb.f.
- Catasetum planiceps Lindl.
- Catasetum pleidactylon D.E.Benn. & Christenson
- Catasetum poriferum Lindl.
- Catasetum pulchrum N.E.Br.
- Catasetum punctatum Rolfe
- Catasetum purum Nees & Sinning
- Catasetum purusense D.E.Benn. & Christenson
- Catasetum pusillum C.Schweinf.
- Catasetum quadridens Rolfe
- Catasetum randii Rolfe
- Catasetum rectangulare G.F.Carr
- Catasetum regnellii Barb.Rodr.
- Catasetum reichenbachianum Mansf.
- Catasetum richteri Bicalho
- Catasetum ricii R.Vásquez & Dodson
- Catasetum rigidum A.T.Oliveira & J.B.F.Silva
- Catasetum rionegrense Campacci & G.F.Carr
- Catasetum rivularium Barb.Rodr.
- Catasetum rodigasianum Rolfe
- Catasetum rolfeanum Mansf.
- Catasetum rondonense Pabst
- Catasetum rooseveltianum Hoehne
- Catasetum saccatum Lindl.
- Catasetum samaniegoi Dodson
- Catasetum sanguineum Lindl. & Paxton
- Catasetum schmidtianum F.E.L.Miranda & K.G.Lacerda
- Catasetum schunkei Dodson & D.E.Benn.
- Catasetum schweinfurthii D.E.Benn. & Christenson
- Catasetum seccoi M.F.F.Silva & A.T.Oliveira
- Catasetum semicirculatum F.E.L.Miranda
- Catasetum socco (Vell.) Hoehne
- Catasetum sophiae Valsko, Krahl & Benelli
- Catasetum spitzii Hoehne
- Catasetum stenoglossum Pabst
- Catasetum stevensonii Dodson
- Catasetum tabulare Lindl.
- Catasetum teixeiranum Campacci & J.B.F.Silva
- Catasetum telespirense Benelli & Soares-Lopes
- Catasetum tenebrosum Kraenzl.
- Catasetum tenuiglossum Senghas
- Catasetum thompsonii Dodson
- Catasetum tigrinum Rchb.f.
- Catasetum tomasellii Campacci & J.B.F.Silva
- Catasetum transversicallosum D.E.Benn. & Christenson
- Catasetum trautmannii Senghas
- Catasetum tricolor Rchb.f.
- Catasetum tricorne P.Ortiz
- Catasetum triodon Rchb.f.
- Catasetum tuberculatum Dodson
- Catasetum tucuruiense A.T.Oliveira & J.B.F.Silva
- Catasetum uncatum Rolfe
- Catasetum villegasii G.F.Carr
- Catasetum vinaceum (Hoehne) Hoehne
- Catasetum viridiflavum Hook.
- Catasetum yariguii Uribe Vélez & Sauleda
- Catasetum yavitaense G.A.Romero & C.Gómez

Sono inoltre stati descritti i seguenti ibridi interspecifici:
- Catasetum × aikoae U.L.C.Ferreira & Malaspina
- Catasetum × altaflorestense Benelli & Grade
- Catasetum × apolloi Benelli & Grade
- Catasetum × canaense Benelli
- Catasetum × crassispinum U.L.C.Ferreira
- Catasetum × dasilvae K.G.Lacerda & V.P.Castro
- Catasetum × dunstervillei G.A.Romero & Carnevali
- Catasetum × eliasii U.L.C.Ferreira
- Catasetum × evangelistae V.P.Castro & G.F.Carr
- Catasetum × faustoi Bicalho
- Catasetum × freitasii Benelli
- Catasetum × guianense G.A.Romero & Jenny
- Catasetum × intermedium L.C.Menezes & Braem
- Catasetum × issanense Pabst
- Catasetum × lucasianum L.C.Menezes & V.P.Castro
- Catasetum × macedoi Campacci & G.F.Carr
- Catasetum × mesquitae U.L.C.Ferreira
- Catasetum × perazolianum K.G.Lacerda & V.P.Castro
- Catasetum × pohlianum P.Castro & Campacci
- Catasetum × riotianum V.P.Castro
- Catasetum × roseoalbum (Hook.) Lindl.
- Catasetum × santo-antoniense U.L.C.Ferreira & R.M.C.Filho
- Catasetum × sodiroi Schltr.
- Catasetum × tapiriceps Rchb.f.
- Catasetum × valdisonianum U.L.C.Ferreira
- Catasetum × wendlingeri Foldats